# Karen O
Karen Lee Orzolek (n. 22 noiembrie 1978), cunoscută ca Karen O, este o cântăreață și muziciană americană de origine sud-coreeană, cunoscută mai ales ca solistă a formației americane Yeah Yeah Yeahs. Mama lui Karen e coreană, iar tatăl polonez. Karen a crescut în New Jersey.

## Discografie
Solo
- Crush Songs (2014)

Yeah Yeah Yeahs
- Yeah Yeah Yeahs (2001)
- Fever to Tell (2003)
- Show Your Bones (2006)
- It's Blitz! (2009)
- Mosquito (2013)

## Premii
| An   | Premiu                               | Lucrare                        | Rezultat     |
| ---- | ------------------------------------ | ------------------------------ | ------------ |
| 2014 | Academy Award for Best Original Song | "The Moon Song" din filmul Her | Nominalizare |